# AIFV
L'acronyme anglais AIFV (pour « Armoured Infantry Fighting Vehicle » - litt : Véhicule Blindé de combat d'Infanterie ) désigne un véhicule de combat d’infanterie chenillé américain mis au point dans les années 1970 par le constructeur du M113 pour remplacer celui-ci dans l'inventaire de l’US Army. Si cette dernière lui préféra finalement le M2 Bradley, la FMC Corporation vendit sa licence de fabrication à des firmes belge, sud-coréenne et turque pour leurs armées nationales.

## Histoire

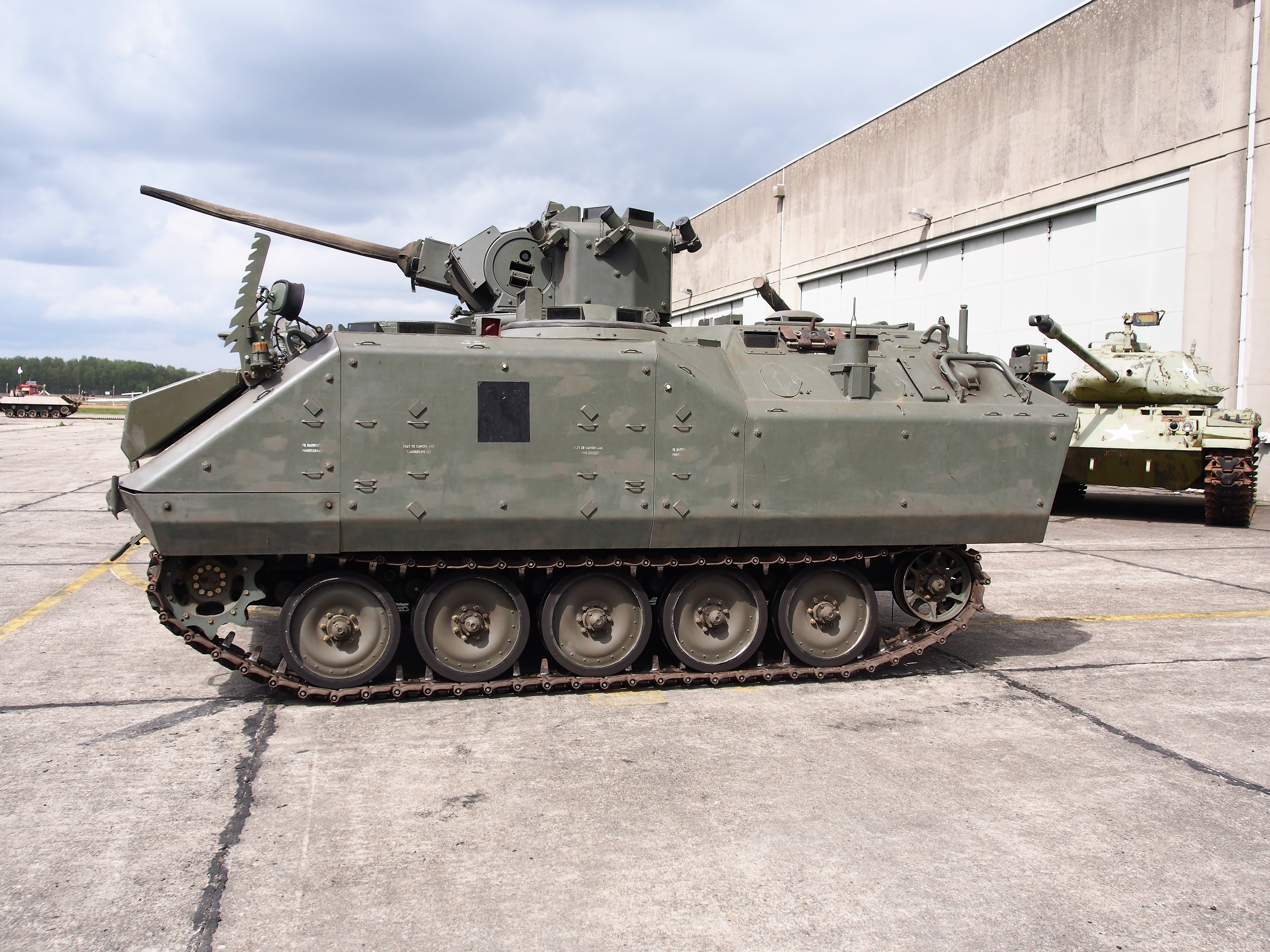
Un YPR-765 belge dans un musée en 2017.

Les premiers prototypes de AIFV sortent en 1970. Quatre véhicules d'évaluation sont construits et ont finalement été choisis par les Pays-Bas qui devient le premier client, passant une commande de 880 véhicules en 1975. Après modifications, la commande a été portée à 2 079, 815 fabriqués localement sous licence et 1 264 en coproduction avec FMC.
En 1979, la Belgique a passé une commande de 514 AIFV-B (à produire localement) avec 525 M113A-B (similaire au M113A2). Les premiers véhicules armés d'une mitrailleuse de calibre 12,7 mm sont livrés en 1982 et la version définitive avec un canon de 25 mm entre en service actif en 1985. Ils sont retirés à partir de la fin des années 2000 et beaucoup sont revendus à des pays tiers. En 2012, il restait en ligne 136 AIFV-B, 60 YPR-765 et 190 M113.
Daewoo construit sous licence 2 383 véhicules sous le nom de K200 KIFV (en) entre 1985 et 2006. 111 sont exportés en Malaisie.
En 1989, la Turquie sélectionne ce véhicule. Le premier lot de production comprenait 1 698 véhicules.
Les 285 premières coques du programme turc ont été construites en Belgique par Cockerill Mechanical Industries. Ils ont ensuite expédié l'outillage et l'équipement nécessaires en Turquie afin de permettre au reste de la commande d'être construit en Turquie par FNSS Defence Systems (qui s'appelle maintenant FNSS Savunma Sistemleri). À partir de 200e, la motorisation est changée conduisant à des versions locales. 
Les véhicules néerlandais sont engagés dans la guerre d'Afghanistan de 2001. Plusieurs sont donnés par les Pays-Bas aux forces ukrainiennes lors de l'invasion de l'Ukraine par la Russie en 2022.

## Caractéristiques
Ils disposent de lance-fumigènes de cal. 71 mm.

## Modèles
- Variantes belges :

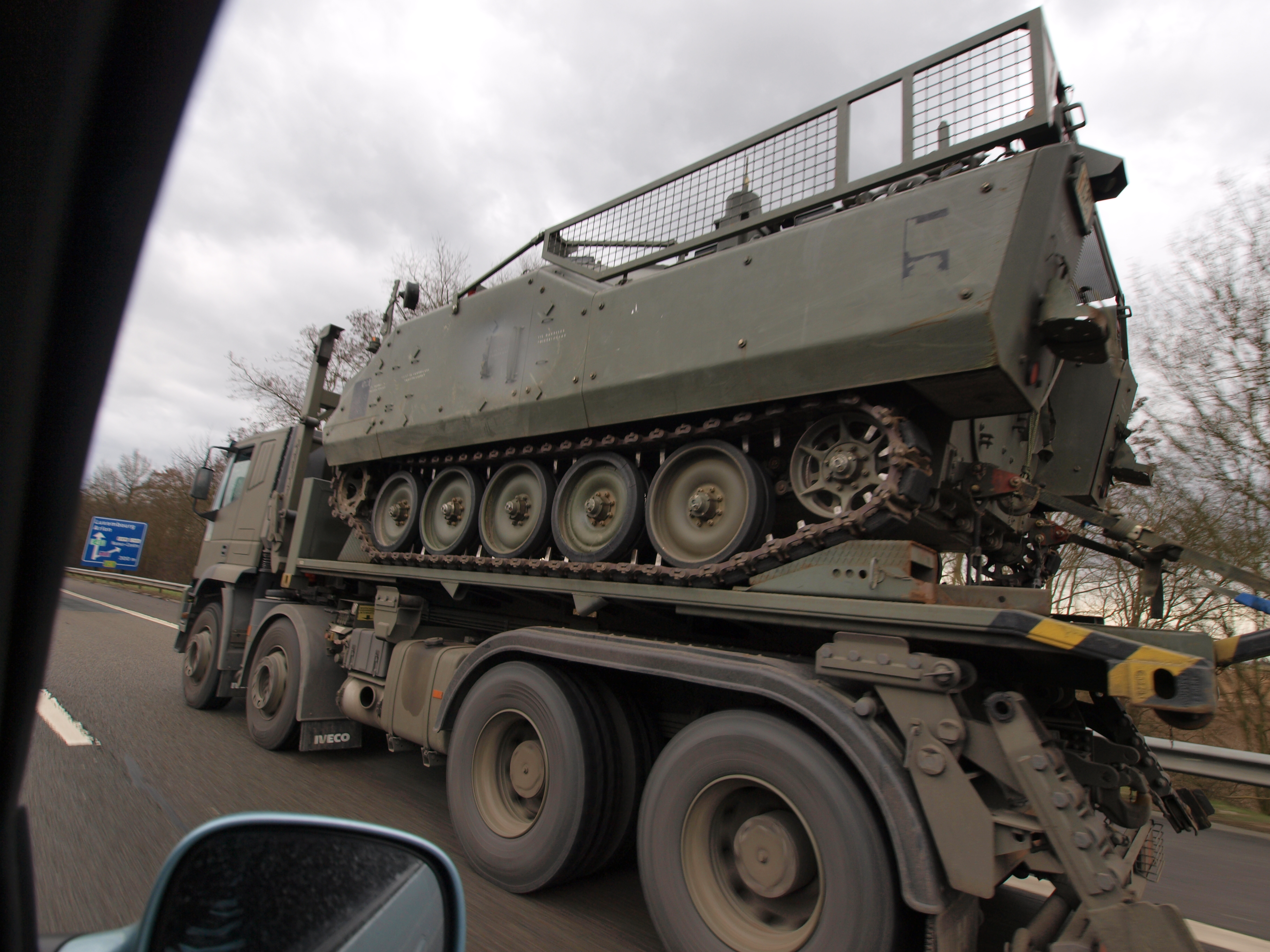
Un AIFV-B belge à bord d'un camion Iveco EuroTrakker en 2010.

  - AIFV-B : modèle de base muni d’une tourelle armée d’un canon de 25 mm et d’une mitrailleuse coaxiale de 7,62 mm.
  - AIFV-B-50 Milan : à la place de la tourelle on trouve un support pour un poste de tir MILAN et une mitrailleuse de 12,7 mm
  - AIFV version poste de commandement : équipée d’un support pour mitrailleuse de 12,7 mm et matériels de communication et antennes supplémentaires.
  - AIFV TOW : avec support pour lance-missiles TOW

- Variantes néerlandaises : 
  - YPR 765 PRCO-B : véhicule de commandement
  - YPR 765 PRCO-C1 à C5 : véhicule de commandement
  - YPR 765 PRRDR : véhicule équipé d'un radar de surveillance
  - YPR 765 PRRDR-C : véhicule de commandement avec radar
  - YPR 765 PRGWT : véhicule ambulance
  - YPR 765 PRI/I : véhicule avec petite tourelle et mitrailleuse de 12,7 mm
  - YPR 765 PRI-I Gendarmerie : véhicule avec petite tourelle (mitrailleuse de 12,7 mm) utilisé par la gendarmerie des Pays-Bas
  - YPR 765 PRMR : véhicule qui tracte un mortier de 120 mm, et armé d'une mitrailleuse de 12,7 mm
  - YPR 765 PRVR-A et B : véhicule cargo
  - YPR 765 PRAT : véhicule antichar équipé de lance missiles TOW.
  - YPR 806 PRBRG : véhicule de maintenance et de réparation

- Variantes turques :
  - Variante en service
    - AIFV : véhicule avec une tourelle équipée d'un canon de 25 mm et une mitrailleuse de 7,62 mm.
    - AAPC : véhicule blindé de transport de troupes, avec une mitrailleuse de 12,7 mm et une autre de 7,62 mm.
    - AMV : véhicule blindé avec un mortier embarqué de 81 mm,
    - ATV : une tourelle avec des lanceurs TOW

  - Variantes privées turques (pas en service)
    - AMV 120 : un mortier embarqué de 120 mm est placé dans l'arrière du compartiment de l'équipage du véhicule.
    - SPM 120 : véhicule mortier, équipé d'un mortier RUAG de 120 mm avec chargement semi-automatique.
    - AIFV 25 mm : équipé d'un canon automatique du type M242 Bushmaster.
    - ACV avec missile Hellfire : tourelle avec missile Hellfire montée au centre du toit de la coque.
    - ACV ENG : véhicule adapté pour les troupes du génie.
    - ACV RV : véhicule sans tourelle, adapté pour le dépannage, une grue est placée sur le toit du véhicule.
    - MES-V ASELSAN : véhicule  de guerre électronique

- Variantes sud-coréennes  :

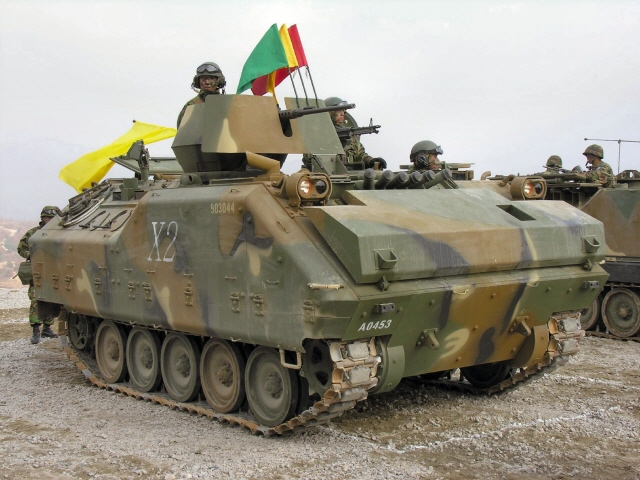
K200 A1 sud-coréen.

- - K200 20 mm SPAAG : véhicule équipé d'un canon de 20 mm  (version locale du Vulcan américain).
  - K200 KIFV mortier  de 81 mm ou de 107 mm.
  - KIFV de maintenance : équipé avec une grue hydraulique sur le toit
  - KIFV Tow : tourelle norvégienne avec 2 missiles TOW
  - KIFV NBC : véhicule équipé de matériels de détections supplémentaires pour la défense NBC
  - KIFV de commandement : équipé d'un toit plus haut.

## Utilisateurs

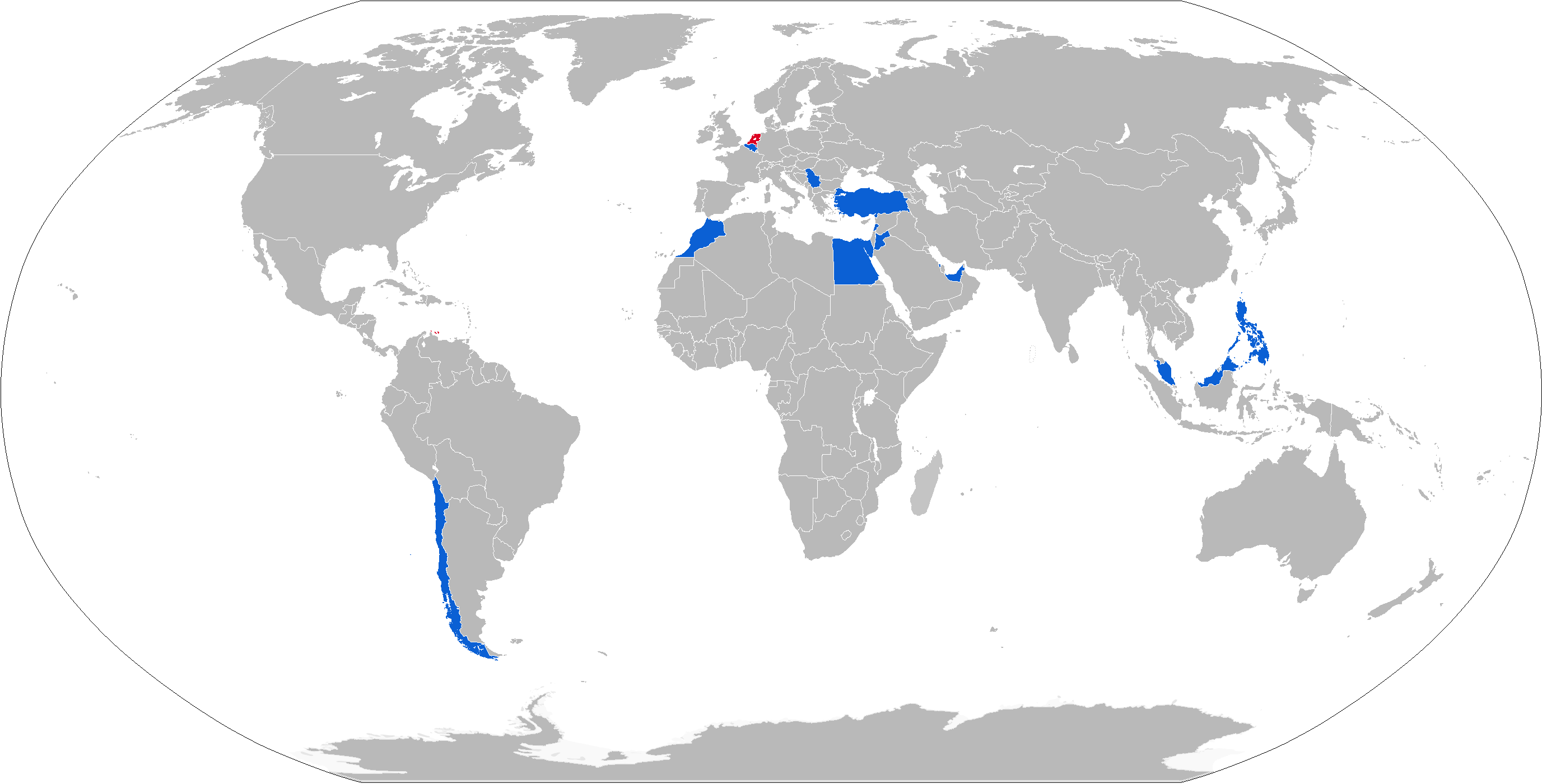
Opérateurs de l'AIFV en 2015

L'AIFV fut vendu ou fourni aux armées des pays suivants :
- Bahreïn : surplus belges ( ~ 50 livrés en 2008/2009) et néerlandais
- Belgique
- Chili : surplus belges (139 livrés) et néerlandais
- Corée du Sud
- Égypte : surplus belges et néerlandais
- Émirats arabes unis
- Jordanie : surplus belges, 61 vendus en 2005.
- Liban : surplus belges vendus à l'armée libanaise, 16 livrés en 2010.
- Maroc : surplus belges, 110 livrés entre 2008 et 2009.
- Pays-Bas
- Philippines
- Turquie
- Malaisie
- Ukraine : ex-Pays-Bas livrés en mai 2022.